# Felice Barazzutti
Felice Barazzutti (Gemona del Friuli, 1857 – Udine, 1932) è stato un pittore italiano.

## Biografia
Appartiene ad una nota famiglia di pittori gemonesi, operante in Friuli e nell'Impero Austroungarico. È considerato uno dei maggiori decoratori dell'Ottocento stiriano.
Sin da giovanissimo segue a Graz il cugino Francesco Barazzutti, di cui è discepolo e collaboratore. A Graz vive poi per lunghi anni il periodo più operoso e ricco di soddisfazioni, affermandosi sia come restauratore che come autore di originali e pregevoli affreschi nelle chiese e nei palazzi della Stiria. Gli crea problemi lo scoppio della prima guerra mondiale: ha conservato la cittadinanza italiana ed è quindi considerato uno straniero e visto con sospetto. Negli anni successivi al 1925 poi, la perdita della vista gli impedisce di continuare a lavorare.
Ormai povero e abbandonato dagli amici di un tempo, viene aiutato solo dalla cognata, vedova del fratello Vittorio, che si reca a Graz per condurlo con sé a Udine, dove si spegne qualche anno più tardi.
Tra le sue opere emergono gli affreschi nel Castello del Principe di Lichtenstein a Kirchberg, quelli nel Santuario di Mariazell e Graz ed i grandi cicli della Pieve di St. Veit am Vogau, completati nel 1925.